# Thita
Thita is een kevergeslacht uit de familie van de boktorren (Cerambycidae). De wetenschappelijke naam van het geslacht werd voor het eerst geldig gepubliceerd in 1914 door Aurivillius.

## Soorten
Thita omvat de volgende soorten:
- Thita glauca Aurivillius, 1914
- Thita philippinensis Breuning, 1973